# Extraliga (Tschechien) 2008/09
Die Spielzeit 2008/09 war die 16. reguläre Austragung der tschechischen Extraliga. Im Playoff-Finale besiegte der letztjährige Vizemeister HC Energie Karlovy Vary den amtierenden Meister HC Slavia Prag mit 4:2 und gewann damit den ersten tschechischen Meistertitel der Vereinsgeschichte. Neuer Teilnehmer in der folgenden Saison war der HC Kometa Brno, der die Lizenz des HC Znojemští Orli erwarb und dadurch in die Extraliga aufstieg.

## Modus
In 52 Spielen spielen alle Teams jeweils viermal gegeneinander, jedes Team hat in der gesamten Saison 26 Heim- und 26 Auswärtsspiele. Die Mannschaften auf den Plätzen 1 bis 6 qualifizieren sich direkt für die Play-offs, die im Best-Of-Seven-Modus ausgetragen werden. Die Mannschaften auf den Plätzen 7 bis 10 spielen die beiden weiteren Playoff-Plätze im Best-Of-Five untereinander aus. Die restlichen vier Mannschaften spielen eine Abstiegsrunde (Play-out), in der der Teilnehmer an der Liga-Relegation gegen den Meister der 1. Liga in einer weiteren Doppelrunde (jeweils 6 Heim- und Auswärtsspiele) ermittelt wird.

## Teilnehmer
| - Bílí Tygři Liberec - HC Moeller Pardubice - HC Mountfield České Budějovice - HC Sparta Prag - RI Okna Zlín - HC Slavia Prag - HC Energie Karlovy Vary | - HC Geus Okna Kladno - HC Znojemští Orli - HC Oceláři Třinec - HC Vítkovice Steel - HC Litvínov - HC Lasselsberger Plzeň - BK Mladá Boleslav |

## Reguläre Saison

### Tabelle
| Platz. | Team                    | Sp | S3 | S1 | N1 | N  | Torv.   | Punkte |
| ------ | ----------------------- | -- | -- | -- | -- | -- | ------- | ------ |
| 1.     | HC Slavia Prag          | 52 | 23 | 9  | 6  | 14 | 176:150 | 93     |
| 2.     | HC Moeller Pardubice    | 52 | 24 | 5  | 8  | 15 | 162:149 | 90     |
| 3.     | HC Litvínov             | 52 | 23 | 7  | 3  | 19 | 159:146 | 86     |
| 4.     | HC Sparta Prag          | 52 | 22 | 7  | 6  | 17 | 147:137 | 86     |
| 5.     | RI Okna Zlín            | 52 | 21 | 9  | 3  | 19 | 145:151 | 84     |
| 6.     | HC Energie Karlovy Vary | 52 | 20 | 7  | 9  | 16 | 150:142 | 83     |
| 7.     | HC Lasselsberger Plzeň  | 52 | 24 | 2  | 6  | 20 | 160:157 | 82     |
| 8.     | HC Vítkovice Steel      | 52 | 20 | 7  | 5  | 20 | 145:132 | 79     |
| 9.     | Bílí Tygři Liberec      | 52 | 21 | 2  | 7  | 22 | 159:161 | 74     |
| 10.    | HC Oceláři Třinec       | 52 | 16 | 8  | 7  | 21 | 167:175 | 71     |
| 11.    | HC České Budějovice     | 52 | 19 | 4  | 6  | 23 | 137:146 | 71     |
| 12.    | HC Znojemští Orli       | 52 | 17 | 5  | 7  | 23 | 126:144 | 68     |
| 13.    | HC Geus Okna Kladno     | 52 | 14 | 8  | 8  | 22 | 132:160 | 66     |
| 14.    | BK Mladá Boleslav       | 52 | 15 | 5  | 4  | 28 | 131:146 | 59     |

### Statistik

#### Feldspieler
| Name            | Team                    | Sp | T  | A  | Pkt | +/- | PIM |
| --------------- | ----------------------- | -- | -- | -- | --- | --- | --- |
| Jaroslav Bednář | HC Slavia Prag          | 46 | 27 | 41 | 68  | 31  | 44  |
| Roman Červenka  | HC Slavia Prag          | 51 | 28 | 31 | 59  | 24  | 56  |
| Tomáš Vlasák    | HC Lasselsberger Plzeň  | 52 | 27 | 31 | 58  | 6   | 62  |
| Martin Straka   | HC Lasselsberger Plzeň  | 51 | 22 | 30 | 52  | 12  | 20  |
| Jiří Polanský   | HC Oceláři Třinec       | 52 | 18 | 32 | 50  | −2  | 84  |
| Jan Peterek     | HC Oceláři Třinec       | 51 | 14 | 36 | 50  | −1  | 36  |
| Petr Leška      | RI Okna Zlín            | 52 | 18 | 30 | 48  | 12  | 52  |
| Ondřej Kratěna  | HC Sparta Prag          | 47 | 21 | 25 | 46  | 16  | 34  |
| David Hruška    | HC Slavia Prag          | 52 | 31 | 14 | 45  | −1  | 16  |
| Petr Kumstát    | HC Energie Karlovy Vary | 50 | 18 | 27 | 45  | 14  | 10  |
| Pavel Patera    | HC Geus Okna Kladno     | 51 | 17 | 28 | 45  | ±0  | 34  |
| Robert Reichel  | HC Litvínov             | 47 | 14 | 31 | 45  | 11  | 72  |
| David Květoň    | HC Oceláři Třinec       | 46 | 22 | 22 | 44  | 4   | 20  |
| David Výborný   | HC Sparta Prag          | 52 | 15 | 28 | 43  | 12  | 14  |
| Jan Kolář       | HC Moeller Pardubice    | 51 | 13 | 30 | 43  | 7   | 24  |
| Josef Beránek   | HC Slavia Prag          | 50 | 15 | 27 | 42  | −3  | 36  |
| Angel Krstev1   | HC Vítkovice Steel      | 47 | 4  | 8  | 12  | 14  | 160 |

1 Zum Vergleich: Spieler mit den meisten Strafminuten
 (Legende zur Spielerstatistik: Sp oder GP = absolvierte Spiele; T oder G = erzielte Tore; V oder A = erzielte Assists; Pkt oder Pts = erzielte Scorerpunkte; SM oder PIM = erhaltene Strafminuten; +/− = Plus/Minus-Bilanz; PP = erzielte Überzahltore; SH = erzielte Unterzahltore; GW = erzielte Siegtore; 1 Play-downs/Relegation; Kursiv: Statistik nicht vollständig)

#### Torhüter
| Name             | Team                    | Min  | GT  | SaT  | Sp | S  | N  | GAA   | SO | Sv%    | A | PIM |
| ---------------- | ----------------------- | ---- | --- | ---- | -- | -- | -- | ----- | -- | ------ | - | --- |
| Jiří Trvaj       | HC Znojemští Orli       | 3049 | 133 | 1522 | 50 | 22 | 28 | 2. 62 | 1  | 91. 96 | 0 | 0   |
| Lukáš Mensator   | HC Energie Karlovy Vary | 2868 | 120 | 1646 | 49 | 27 | 22 | 2. 51 | 1  | 93. 20 | 0 | 2   |
| Miroslav Kopřiva | HC Geus Okna Kladno     | 2556 | 116 | 1547 | 42 | 21 | 21 | 2.72  | 2  | 93.02  | 2 | 16  |
| Tomáš Pöpperle   | HC Sparta Prag          | 2361 | 106 | 1189 | 41 | 22 | 19 | 2.69  | 2  | 91.81  | 1 | 10  |
| Jan Chábera      | HC Lasselsberger Plzeň  | 2231 | 88  | 1201 | 40 | 21 | 19 | 2.37  | 4  | 93.17  | 0 | 6   |
| Ján Lašák        | HC Moeller Pardubice    | 2165 | 99  | 1120 | 37 | 22 | 15 | 2.74  | 1  | 91.88  | 0 | 4   |
| Jaroslav Hübl    | HC Litvínov             | 2082 | 84  | 1168 | 35 | 21 | 14 | 2.42  | 5  | 93.29  | 0 | 2   |
| Marek Pinc       | HC Vítkovice Steel      | 1937 | 84  | 1089 | 35 | 19 | 16 | 2.60  | 1  | 92.84  | 1 | 8   |
| Roman Čechmánek  | HC Oceláři Třinec       | 1823 | 99  | 1085 | 34 | 16 | 18 | 3.26  | 2  | 91.64  | 1 | 42  |
| Roman Turek      | HC České Budějovice     | 1812 | 84  | 894  | 33 | 14 | 19 | 2.78  | 3  | 91.41  | 0 | 0   |
| Jakub Sedláček   | RI Okna Zlín            | 1617 | 66  | 1090 | 28 | 19 | 9  | 2.45  | 4  | 94.29  | 1 | 0   |
| Roman Málek      | HC Lasselsberger Plzeň  | 1591 | 81  | 886  | 29 | 13 | 16 | 3.05  | 1  | 91.62  | 0 | 0   |
| Adam Svoboda     | HC Slavia Prag          | 1531 | 73  | 853  | 25 | 13 | 12 | 2.86  | 1  | 92.12  | 1 | 2   |
| Michal Fikrt     | Bílí Tygři Liberec      | 1380 | 68  | 732  | 26 | 9  | 17 | 2.96  | 0  | 91.50  | 0 | 0   |
| Jakub Kovář      | HC České Budějovice     | 1336 | 60  | 650  | 23 | 9  | 14 | 2.69  | 0  | 91.55  | 0 | 0   |
| Martin Vojtek    | HC Oceláři Třinec       | 1301 | 71  | 716  | 25 | 9  | 16 | 3.27  | 1  | 90.98  | 0 | 38  |
| Milan Hnilička   | Bílí Tygři Liberec      | 1243 | 66  | 670  | 22 | 9  | 13 | 3.19  | 0  | 91.03  | 0 | 2   |
| Jakub Štěpánek   | HC Vítkovice Steel      | 1228 | 44  | 649  | 31 | 15 | 16 | 2.15  | 2  | 93.65  | 1 | 4   |
| Petr Franěk      | HC Litvínov             | 1080 | 60  | 649  | 21 | 11 | 10 | 3.33  | 0  | 91.54  | 1 | 2   |
| Dominik Furch    | HC Slavia Prag          | 1078 | 54  | 577  | 18 | 12 | 6  | 3.01  | 0  | 91.44  | 1 | 2   |

(Legende zur Torhüterstatistik: GP oder Sp = Spiele insgesamt; W oder S = Siege; L oder N = Niederlagen; T oder U oder OT = Unentschieden oder Overtime- bzw. Shootout-Niederlage; Min. = Minuten; SOG oder SaT = Schüsse aufs Tor; GA oder GT = Gegentore; SO = Shutouts; GAA oder GTS = Gegentorschnitt; Sv% oder SVS% = Fangquote; EN = Empty Net Goal; 1 Play-downs/Relegation; Kursiv: Statistik nicht vollständig)

### Zuschauerschnitt
Den höchsten Zuschauerschnitt der Liga verzeichnete wie im Vorjahr der HC Moeller Pardubice, während zu den Heimspielen des HC Znojemští Orli im Schnitt weniger als 3.000 Zuschauer kamen.
| Team                    | Zuschauer | Zuschauerschnitt |
| ----------------------- | --------- | ---------------- |
| HC Moeller Pardubice    | 237.023   | 9116             |
| HC Lasselsberger Plzeň  | 172.128   | 6620             |
| HC Sparta Prag          | 165.951   | 6383             |
| Bílí Tygři Liberec      | 156.226   | 6009             |
| HC Slavia Prag          | 140.970   | 5422             |
| HC Litvínov             | 134.620   | 5178             |
| HC České Budějovice     | 135.458   | 5210             |
| HC Vítkovice Steel      | 119.728   | 4605             |
| RI Okna Zlín            | 107.930   | 4151             |
| BK Mladá Boleslav       | 98.796    | 3800             |
| HC Energie Karlovy Vary | 87.665    | 3372             |
| HC Oceláři Třinec       | 83.379    | 3207             |
| HC Geus Okna Kladno     | 74.296    | 2858             |
| HC Znojemští Orli       | 70.168    | 2699             |

## Playoffs

### Pre-Playoffs

#### HC Lasselsberger Plzeň – HC Oceláři Třinec
In den Pre-Playoffs traf der siebtplatzierte HC Lasselsberger Plzeň auf den HC Oceláři Třinec, der die reguläre Saison auf Platz zehn abgeschlossen hatte. Nach fünf Spielen setzte sich die Mannschaft aus Plzeň mit 3:2 Siegen durch und erreichte damit das Playoff-Viertelfinale, während für Třinec die Saison beendet war.
| 22. Februar 2009 17:30 Uhr | HC Lasselsberger Plzeň M. Straka 27. P. Vostřák 43. M. Straka 50. J. Kracík 60.                                | 4:2 (0:0, 1:1, 3:1)            | HC Oceláři Třinec 31. J. Balej 55. R. Tomík                          | ČEZ Aréna, Plzeň Zuschauer: 6.104   |
| 23. Februar 2009 17:30 Uhr | HC Lasselsberger Plzeň M. Cartelli 10. Tomáš Vlasák 19. M. Straka 32. J. Kracík 40. R. Tomas 53. J. Kracík 57. | 6:1 (2:0, 2:0, 2:1)            | HC Oceláři Třinec 48. Ľ. Sekeráš                                     | ČEZ Aréna, Plzeň Zuschauer: 5.488   |
| 25. Februar 2009 17:00 Uhr | HC Oceláři Třinec J. Balej 48. D. Květoň 58. J. Peterek 59.                                                    | 3:0 (0:0, 0:0, 3:0)            | HC Lasselsberger Plzeň                                               | Werk Arena, Třinec Zuschauer: 3.086 |
| 26. Februar 2009 17:00 Uhr | HC Oceláři Třinec D. Květoň 14. J. Balej 27. J. Peterek 29. D. Květoň 63.                                      | 4:3 n. V. (1:0, 2:2, 0:1, 1:0) | HC Lasselsberger Plzeň R. Matějovský 25. J. Kracík 30. T. Vlasák 57. | Werk Arena, Třinec Zuschauer: 3.538 |
| 28. Februar 2009 17:30 Uhr | HC Lasselsberger Plzeň M. Dvořák 5. M. Adamský 16. M. Čakajík 17.                                              | 3:0 (3:0, 0:0, 0:0)            | HC Oceláři Třinec                                                    | ČEZ Aréna, Plzeň Zuschauer: 7.017   |

#### HC Vítkovice Steel – Bílí Tygři Liberec
In der zweiten Pre-Playoff-Serie traf der achtplatzierte HC Vítkovice Steel auf die Bílí Tygři Liberec, die die reguläre Saison auf Platz neun abgeschlossen hatten. Schon nach drei Spielen erreichte das Team der Stahlwerker des HC Vítkovice die Playoffs, da es drei klare Siege gegen die Weißen Tiger aus Liberec erreichen konnte.
| 22. Februar 2009 17:00 Uhr | HC Vítkovice Steel P. Jurečka 26. A. Krstev 29. P. Hubáček 60. | 3:1 (0:1, 2:0, 1:0) Spielbericht | Bílí Tygři Liberec 13. P. Kašpařík                          | ČEZ Aréna, Ostrava Zuschauer: 5.018      |
| 23. Februar 2009 17:00 Uhr | HC Vítkovice Steel V. Ujčík 14. V. Svačina 34. R. Stehlík 43.  | 3:0 (1:0, 1:0, 1:0) Spielbericht | Bílí Tygři Liberec                                          | ČEZ Aréna, Ostrava Zuschauer: 4.431      |
| 25. Februar 2009 19:0 Uhr  | Bílí Tygři Liberec P. Kašpařík 33.                             | 1:3 (0:1, 1:1, 0:1) Spielbericht | HC Vítkovice Steel 8. J. Burger 28. J. Burger 46. M. Kvapil | Tipsport Arena, Liberec Zuschauer: 4.578 |

### Turnierbaum
| Viertelfinale | Viertelfinale           | Viertelfinale           |    |                         | Halbfinale | Halbfinale | Halbfinale |  |  | Finale | Finale | Finale |
|               |                         |                         |    |                         |            |            |            |  |  |        |        |        |
| 1.            | HC Slavia Prag          | 4                       |    |                         |            |            |            |  |  |        |        |        |
| 8.            | HC Vítkovice Steel      | 3                       |    |                         |            |            |            |  |  |        |        |        |
| 8.            | HC Vítkovice Steel      | 3                       | 1. | HC Slavia Prag          | 4          |            |            |  |  |        |        |        |
|               |                         |                         | 1. | HC Slavia Prag          | 4          |            |            |  |  |        |        |        |
|               | 7.                      | HC Lasselsberger Plzeň  | 1  |                         |            |            |            |  |  |        |        |        |
| 2.            | 7.                      | HC Lasselsberger Plzeň  | 1  | HC Moeller Pardubice    | 3          |            |            |  |  |        |        |        |
| 2.            |                         |                         |    | HC Moeller Pardubice    | 3          |            |            |  |  |        |        |        |
| 7.            | HC Lasselsberger Plzeň  | 4                       |    |                         |            |            |            |  |  |        |        |        |
| 7.            | HC Lasselsberger Plzeň  | 4                       | 1. | HC Slavia Prag          | 2          |            |            |  |  |        |        |        |
|               |                         |                         |    | HC Slavia Prag          | 2          |            |            |  |  |        |        |        |
|               | 6.                      | HC Energie Karlovy Vary | 4  |                         |            |            |            |  |  |        |        |        |
| 3.            | 6.                      | HC Energie Karlovy Vary | 4  | HC Litvínov             | 0          |            |            |  |  |        |        |        |
| 3.            |                         |                         |    | HC Litvínov             | 0          |            |            |  |  |        |        |        |
| 6.            | HC Energie Karlovy Vary | 4                       |    |                         |            |            |            |  |  |        |        |        |
| 6.            | HC Energie Karlovy Vary | 4                       | 6. | HC Energie Karlovy Vary | 4          |            |            |  |  |        |        |        |
|               |                         |                         | 6. | HC Energie Karlovy Vary | 4          |            |            |  |  |        |        |        |
|               | 4.                      | HC Sparta Prag          | 2  |                         |            |            |            |  |  |        |        |        |
| 4.            | 4.                      | HC Sparta Prag          | 2  | HC Sparta Prag          | 4          |            |            |  |  |        |        |        |
| 4.            |                         |                         |    | HC Sparta Prag          | 4          |            |            |  |  |        |        |        |
| 5.            | RI Okna Zlín            | 1                       |    |                         |            |            |            |  |  |        |        |        |

### Viertelfinale

#### HC Slavia Prag – HC Vítkovice Steel
Im Playoff-Viertelfinale traf der Gewinner der Hauptrunde, der HC Slavia Prag, auf den achtplatzierten HC Vítkovice Steel. Dabei lag de Klub der Stahlwerker aus Ostrava schon mit 3:1 in Führung, doch Slavia gewann die folgenden drei Spiele und zog damit in das Halbfinale ein.
| 4. März 2009 17:00 Uhr  | HC Slavia Prag R. Červenka 24.                                                                                             | 1:5 (0:0, 1:2, 0:3) Spielstatistik | HC Vítkovice Steel 22. M. Kvapil 30. P. Jurečka 43. V. Svačina 51. M. Kvapil 53. L. Krenželok                        | O2 Arena, Prag 5.689 Zuschauer     |
| 5. März 2009 18:15 Uhr  | HC Slavia Prag J. Doležal 2. J. Beránek 3. K. Sloboda 37.                                                                  | 3:2 (2:0, 1:1, 0:1) Spielstatistik | HC Vítkovice Steel 33. L. Klimek 60. P. Kuboš                                                                        | O2 Arena, Prag 6.879 Zuschauer     |
| 9. März 2009 18:00 Uhr  | HC Vítkovice Steel V. Svačina 3. R. Hruška 35.                                                                             | 2:1 (1:0, 1:0, 0:1) Spielstatistik | HC Slavia Prag 46. R. Červenka                                                                                       | ČEZ Aréna, Ostrava 8.225 Zuschauer |
| 10. März 2009 18:00 Uhr | HC Vítkovice Steel L. Krenželok 21. V. Varaďa 21. R. Hruška 25. V. Svačina 36. P. Hubáček 41. M. Kvapil 45. P. Jurečka 55. | 7:2 (0:0, 4:2, 3:0) Spielstatistik | HC Slavia Prag 29. J. Doležal 36. M. Tomica                                                                          | ČEZ Aréna, Ostrava 9.138 Zuschauer |
| 12. März 2009 17:00 Uhr | HC Slavia Prag R. Červenka 8. J. Bednář 9. D. Hruška 39. J. Bednář 54. M. Vondrka 60.                                      | 5:3 (2:1, 1:2, 2:0) Spielstatistik | HC Vítkovice Steel 13. V. Varaďa 25. P. Hubáček 29. J. Štefanka                                                      | O2 Arena, Prag 6.693 Zuschauer     |
| 14. März 2009 17:00 Uhr | HC Vítkovice Steel V. Ujčík 19. J. Štefanka 33. P. Hubáček 52.                                                             | 3:7 (1:2, 1:1, 1:4) Spielstatistik | HC Slavia Prag 8. T. Micka 13. R. Červenka 38. R. Červenka 46. J. Bednář 50. T. Micka 53. R. Červenka 60. J. Doležal | ČEZ Aréna, Ostrava 9.398 Zuschauer |
| 16. März 2009 17:00 Uhr | HC Slavia Prag P. Jelínek 44. R. Červenka 47.                                                                              | 2:1 (0:0, 0:1, 2:0) Spielstatistik | HC Vítkovice Steel 30. M. Kvapil                                                                                     | O2 Arena, Prag 11.385 Zuschauer    |

#### HC Moeller Pardubice – HC Lasselsberger Plzeň
Im zweiten Viertelfinale traf der Hauptrundenzweite, der HC Moeller Pardubice, auf den HC Lasselsberger Plzeň, der die Hauptrunde auf Platz sieben abgeschlossen hatte und sich in den Pre-Playoffs für das Viertelfinale qualifiziert hatte. Die Mannschaft aus Pardubice ging als Favorit in diese Viertelfinalserie über maximal sieben Spiele, da Pardubice eine der dominierenden Mannschaften der Hauptrunde war und Plzeň durch die Teilnahme an den Pre-Playoffs mehr Spiele zu bewältigen hatte. In einer sehr ausgeglichenen Serie, in der beiden Mannschaften Auswärtssiege gelangen, setzte sich letztlich die Mannschaft aus Plzeň durch, als diese in der zweiten Verlängerung des siebten Finalspiels durch Martin Adamský zum Torerfolg, damit zum Sieg und zur Qualifikation für das Halbfinale kam.
| 4. März 2009 17:00 Uhr  | HC Moeller Pardubice J. Starý 20.                                   | 1:2 n. P. (1:0, 0:0, 0:1, 0:0, 0:1) Spielstatistik  | HC Lasselsberger Plzeň 52. T. Vlasák Pen. T. Vlasák                              | ČEZ Aréna, Pardubice 8.970 Zuschauer  |
| 5. März 2009 17:00 Uhr  | HC Moeller Pardubice D. Havíř 7. J. Starý 9. M. Lojek 15.           | 3:1 (3:1, 0:0, 0:0) Spielstatistik                  | HC Lasselsberger Plzeň 15. P. Vostřák                                            | ČEZ Aréna, Pardubice 8.845 Zuschauer  |
| 8. März 2009 17:00 Uhr  | HC Lasselsberger Plzeň M. Cartelli 8. M. Straka 53.                 | 2:1 (1:0, 0:0, 1:1) Spielstatistik                  | HC Moeller Pardubice 54. A. Píša                                                 | ČEZ Aréna, Plzeň 8.121 Zuschauer      |
| 9. März 2009 17:30 Uhr  | HC Lasselsberger Plzeň M. Straka 29. M. Adamský 38:00 T. Vlasák 45. | 3:4 (0:3, 2:1, 1:0) Spielstatistik                  | HC Moeller Pardubice 6. T. Divíšek 8. T. Divíšek 10. M. Lojek 32. L. Pivko       | ČEZ Aréna, Plzeň 8.178 Zuschauer      |
| 11. März 2009 17:00 Uhr | HC Moeller Pardubice D. Rákos 4. T. Divíšek 26. 32. L. Pivko 32.    | 3:0 (1:0, 2:0, 0:0) Spielstatistik                  | HC Lasselsberger Plzeň                                                           | ČEZ Aréna, Pardubice 10.020 Zuschauer |
| 13. März 2009 17:00 Uhr | HC Lasselsberger Plzeň P. Vostřák 8. M. Adamský 30. P. Vostřák 34.  | 3:1 (1:0, 2:0, 0:1) Spielstatistik                  | HC Moeller Pardubice 54. P. Koukal                                               | ČEZ Aréna, Plzeň 7.389 Zuschauer      |
| 15. März 2009 17:00 Uhr | HC Moeller Pardubice J. Kolář 1. L. Pivko 15. L. Pivko 56.          | 3:4 n.2.V. (2:2, 0:0, 1:1, 0:0, 0:1) Spielstatistik | HC Lasselsberger Plzeň 4. M. Straka 13. P. Vostřák 41. P. Vostřák 87. M. Adamský | ČEZ Aréna, Pardubice 10.194 Zuschauer |

#### HC Litvínov – HC Energie Karlovy Vary
Der dritten Paarung des Viertelfinales gehörten der Hauptrundendritte HC Litvínov und der Vizemeister von 2008, der HC Energie Karlovy Vary an. Obwohl Letzterer die Hauptrunde nur auf Platz sechs abgeschlossen hatte, besiegte er den HC Litvínov in einem Sweep klar mit 4:0 Siegen und erreichte damit das Halbfinale.
| 2. März 2009 17:00 Uhr | HC Litvínov V. Hübl 26. L. Rindoš 35.                                         | 2:3 n. P. (0:1, 2:1, 0:0, 0:0, 0:1) Spielstatistik | HC Energie Karlovy Vary 8. V. Skuhravý 25. M. Procházka Pen. M. Melenovský | Zimní stadion Ivana Hlinky, Litvínov 6.680 Zuschauer               |
| 3. März 2009 17:00 Uhr | HC Litvínov D. Branda 53.                                                     | 1:2 n. P. (0:0, 0:1, 1:0, 0:0, 0:1) Spielstatistik | HC Energie Karlovy Vary 40. M. Procházka Pen. M. Melenovský                | Zimní stadion Ivana Hlinky, Litvínov 7.000 Zuschauer (ausverkauft) |
| 6. März 2009 18:00 Uhr | HC Energie Karlovy Vary F. Skladaný 20. O. Němec 27. M. Procházka 31.         | 3:1 (1:0, 2:0, 0:1) Spielstatistik                 | HC Litvínov 43. Z. Bahenský                                                | Zimní Stadion Karlovy Vary 4.480 Zuschauer                         |
| 7. März 2009 17:30 Uhr | HC Energie Karlovy Vary O. Němec 4. D. Zucker 37. F. Skladaný 46. L. Pech 47. | 4:2 (1:2, 1:0, 2:0) Spielstatistik                 | HC Litvínov 10. P. Jenáček 16. V. Kroupa                                   | Zimní Stadion Karlovy Vary 4.150 Zuschauer                         |

#### HC Sparta Prag – RI Okna Zlín
Die vierte Viertelfinalserie wurde zwischen dem viertplatzierten HC Sparta Prag und dem Fünften der Vorrunde, dem RI Okna Zlín, ausgetragen. Dabei setzte sich der favorisierte Klub aus Prag mit 4:1 Siegen durch und erreichte dadurch das Halbfinale der Playoffs.
| 2. März 2009 18:00 Uhr | HC Sparta Prag P. Ton 14:04 M. Broš 17:21 D. Výborný 25:19 D. Výborný 38:50    | 4:2 (2:1, 2:0, 0:1) Spielstatistik | RI Okna Zlín 4:40 A. Kollár 54:59 D. Nosek                                     | Tesla Arena, Prag 8.473 Zuschauer               |
| 3. März 2009 17:00 Uhr | HC Sparta Prag D. Výborný 9:01 J. Koreis 12:33 D. Výborný 39:17 P. Mrňa 47:16  | 4:0 (2:0, 1:0, 1:0) Spielstatistik | RI Okna Zlín                                                                   | Tesla Arena, Prag 6.832 Zuschauer               |
| 6. März 2009 17:00 Uhr | RI Okna Zlín P. Kubiš 22:32                                                    | 1:4 (0:0, 1:2, 0:2) Spielstatistik | HC Sparta Prag 30:24 P. Ton 37:35 J. Langhammer 43:38 M. Gulaši 53:09 T. Netík | Zimní stadion Luďka Čajky, Zlín 6.392 Zuschauer |
| 7. März 2009 17:00 Uhr | RI Okna Zlín R. Vlach 06:11 P. Leška 21:09 D. Andrašovský 21:54 P. Kubiš 48:25 | 4:2 (1:2, 2:0, 1:0) Spielstatistik | HC Sparta Prag 06:45 T. Netík (Pen.) 17:17 D. Výborný                          | Zimní stadion Luďka Čajky, Zlín 6.162 Zuschauer |

| 10. März 2009 17.00 Uhr | HC Sparta Prag D. Výborný (8:59) J. Koreis (11:35) J. Langhammer (16:08) T. Netík (31:50) J. Vykoukal (52:29) J. Langhammer (58:04) | 6:1 (3:0,1:0,2:1) Spielbericht Stand: 4:1 | RI Okna Zlín P. Leška (50:51) | Tesla Arena, Prag Zuschauer: 8.849 |

### Halbfinale

#### HC Slavia Praha – HC Lasselsberger Plzeň
In der ersten Halbfinalserie traf der Hauptrundenerste HC Slavia Prag auf den siebtplatzierten HC Lasselsberger Plzeň. Nach fünf Spielen setzte sich der letztjährige Meister aus Prag mit 4:1 Siegen durch und erreichte erneut das Finale um die Meisterschaft. In der fünften Partie konnte Martin Straka eine Sekunde vor Spielende noch zum 5:5 ausgleichen, doch letztlich entschied Vladimír Růžička junior mit einem verwandelten Penalty die Partei und damit die Serie zugunsten von Slavia Prag.
| 20. März 2009 17:00 Uhr | HC Slavia Prag | 0:6 (0:4, 0:2, 0:0) Spielstatistik            | HC Lasselsberger Plzeň 10:10 M. Straka 12:07 P. Vostřák 13:24 P. Vostřák 18:30 T. Vlasák 28:26 Z. Kubica 34:52 J. Kovář | O2 Arena, Prag 10.083 Zuschauer  |
| 21. März 2009 18:15 Uhr | HC Slavia Prag J. Bednář 15:13 J. Doležal 39:52 R. Červenka 40:50 M. Vondrka 41:34 T. Micka 48:47 P. Kadlec 59:21 | 6:5 (1:1, 1:2, 4:2) Spielstatistik            | HC Lasselsberger Plzeň 08:26 J. Kracík 20:48 M. Dvořák 30:53 T. Kubalík 54:49 T. Vlasák 59:47 M. Adamský                | O2 Arena, Prag 12.558 Zuschauer  |
| 24. März 2009 17:00 Uhr | HC Lasselsberger Plzeň M. Dvořák 59:42                                                                            | 1:3 (0:1, 0:1, 1:1) Spielstatistik            | HC Slavia Prag 18:27 P. Jelínek 28:47 T. Micka 58:31 J. Bednář                                                          | ČEZ Aréna, Plzeň 7.841 Zuschauer |
| 25. März 2009 17:00 Uhr | HC Lasselsberger Plzeň Peter Smrek 27:40                                                                          | 1:6 (0:3, 1:1, 0:2) Spielstatistik            | HC Slavia Prag 05:41 J. Bednář 09:00 L. Endál 13:16 M. Vondrka 39:29 D. Hruška 44:47 L. Endál 54:56 M. Vondrka          | ČEZ Aréna, Plzeň 7.860 Zuschauer |
| 27. März 2009 17:00 Uhr | HC Slavia Prag J. Bednář 09:15 R. Červenka 14:19 J. Bednář 18:49 J. Beránek 21:44 J. Bednář 44:05 V. Růžička Pen. | 6:5 n. P. (3:1, 1:3, 1:1, 0:0) Spielstatistik | HC Lasselsberger Plzeň 10:49 J. Kovář 22:23 M. Cartelli 28:17 R. Matějovský 32:59 M. Adamský 59:59 M. Straka            | O2 Arena, Prag 15.176 Zuschauer  |

#### HC Sparta Prag – HC Energie Karlovy Vary
Die zweite Halbfinalserie bestritten der Vierte der Hauptrunde, der HC Sparta Prag, und der sechstplatzierte HC Energie Karlovy Vary. Dabei behielt der Vizemeister aus Karlsbad von 2008 die Oberhand gegenüber dem Club aus der Hauptstadt Prag und zog mit 4:2 Siegen in das Playoff-Finale ein.
| 18. März 2009 17:00 Uhr | HC Sparta Prag J. Langhammer 06:00 P. Ton 8:27 D. Výborný 20:39 J. Vykoukal 44:21 O. Kratěna 47:59          | 5:2 (2:1, 1:0, 2:1) Spielstatistik            | HC Energie Karlovy Vary 09:12 P. Sailer 52:26 F. Bombic                        | Tesla Arena, Prag 8.285 Zuschauer         |
| 19. März 2009 17:00 Uhr | HC Sparta Prag P. Ton 10:09 J. Langhammer 43:56                                                             | 2:3 n. V. (1:1, 0:1, 1:0, 0:1) Spielstatistik | HC Energie Karlovy Vary 04:18 F. Skladaný 34:15 M. Procházka 69:55 J. Řezníček | Tesla Arena, Prag 9.471 Zuschauer         |
| 22. März 2009 17:00 Uhr | HC Energie Karlovy Vary J. Košťál 08:04 L. Pech 24:04 J. Košťál 53:30 F. Skladaný 56:23 O. Němec 57:18      | 5:3 (1:1, 1:1, 3:1) Spielstatistik            | HC Sparta Prag 18:23 J. Langhammer 21:33 O. Kratěna 58:16 J. Koreis            | ZS Karlovy Vary, Karlsbad 4.238 Zuschauer |
| 23. März 2009 17:00 Uhr | HC Energie Karlovy Vary M. Hluchý 05:43 P. Kumstát 06:18 L. Pech 14:32 M. Procházka 31:33 J. Řezníček 33:38 | 5:2 (3:0, 2:1, 0:1) Spielstatistik            | HC Sparta Prag 36:33 J. Vykoukal 42:14 M. Broš                                 | ZS Karlovy Vary, Karlsbad 4.016 Zuschauer |
| 26. März 2009 17:00 Uhr | HC Sparta Prag R. Vondráček 06:33 O. Kratěna 63:06                                                          | 2:1 n. V. (1:0, 0:0, 0:1, 1:0) Spielstatistik | HC Energie Karlovy Vary 42:06 R. Dej                                           | Tesla Arena, Prag 12.156 Zuschauer        |
| 26. März 2009 17:00 Uhr | HC Energie Karlovy Vary J. Kristek 02:11 R. Prošek 25:46 F. Skladaný 47:25 M. Procházka 50:44               | 4:1 (1:1, 1:0, 2:0) Spielstatistik            | HC Sparta Prag 10:12 D. Výborný                                                | ZS Karlovy Vary, Karlsbad 4.260 Zuschauer |

### Finale
Im Finale der Playoffs 2009 treffen die gleichen Mannschaften wie in der Vorsaison aufeinander, da sich der amtierende tschechische Meister HC Slavia Prag gegen den HC Lasselsberger Plzeň durchsetzte, während der Vizemeister von 2008, der HC Energie Karlovy Vary, den Lokalrivalen von Slavia Prag, HC Sparta Prag, im Halbfinale bezwang.
| 3. April 2009 17:00 Uhr  | HC Energie Karlovy Vary L. Pech 04:12 P. Kumstát 26:03 M. Zaťovič 46:37 O. Němec 59:10     | 4:1 (1:0, 1:0, 2:1) Spielstatistik                 | HC Slavia Prag 58:51 J. Sklenář                                                                                              | Zimní stadion Karlovy Vary, Karlovy Vary 4.450 Zuschauer (ausverkauft) |
| 4. April 2008 17:00 Uhr  | HC Energie Karlovy Vary F. Skladaný 25:02                                                  | 1:5 (0:1, 1:3, 0:1) Spielstatistik                 | HC Slavia Prag 12:55 J. Bednář 24:19 J. Doležal 27:03 J. Bednář 34:34 M. Vondrka 51:49 K. Sloboda                            | Zimní stadion Karlovy Vary, Karlovy Vary 4.450 Zuschauer (ausverkauft) |
| 7. April 2008 17:00 Uhr  | HC Slavia Prag R. Červenka 57:03                                                           | 1:2 n. P. (0:0, 0:1, 1:0, 0:0, 0:1) Spielstatistik | HC Energie Karlovy Vary 37:42 P. Kumstát 70:00 P.Sailer (Pen.)                                                               | O2 Arena, Prag 14.521 Zuschauer                                        |
| 8. April 2008 17:00 Uhr  | HC Slavia Prag V. Růžička 04:55 M. Vondrka 14:40 T. Micka 16:51 J. Bednář 34:01            | 4:6 (3:3, 1:2, 0:1) Spielstatistik                 | HC Energie Karlovy Vary 00:27 V. Skuhravý 10:59 V. Skuhravý 14:00 O. Němec 27:27 V. Skuhravý 29:56 P.Sailer 48:36 J. Kristek | O2 Arena, Prag 16.730 Zuschauer                                        |
| 10. April 2008 18:15 Uhr | HC Slavia Prag R. Červenka 14:54 R. Červenka 23:55 J. Beránek 32:58                        | 3:2 (1:0, 2:2, 0:0) Spielstatistik                 | HC Energie Karlovy Vary 20:40 F. Skladaný 37:07 P.Sailer (Pen.)                                                              | O2 Arena, Prag 14.102 Zuschauer                                        |
| 12. April 2008 17:00 Uhr | HC Energie Karlovy Vary M. Melenovský 24:44 F. Skladaný 33:51 O. Němec 46:23 L. Pech 52:39 | 4:3 (0:3, 2:0, 2:0) Spielstatistik                 | HC Slavia Prag 06:53 D. Hruška 08:51 R. Červenka 10:17 J. Beránek                                                            | Zimní stadion Karlovy Vary, Karlovy Vary 4.450 Zuschauer (ausverkauft) |

Meister der Saison 2008/09 wurde der HC Energie Karlovy Vary, der sich gegen den HC Slavia Prag mit 4:2 durchsetzte. Damit gewann Karlovy Vary den ersten Titel der Vereinsgeschichte, erreichte damit gleichzeitig den größten Erfolg der Vereinsgeschichte und konnte sich für die letztjährige 3:4-Niederlage im Playoff-Finale gegen den gleichen Gegner revanchieren.

### Meistermannschaft
|                 | Torhüter | Lukáš Mensator, Lukáš Sáblík |
| Abwehrspieler   | Ondřej Němec, Josef Řezníček, Roman Prošek, Jakub Čutta, Petr Mudroch, František Bombic, Kamil Černý, Miroslav Duben, Vojtěch Kloz, Michal Dobroň                                                                    |                              |
| Angriffsspieler | Vít Budínský, Rastislav Dej, Milan Hluchý, Jan Košťál, Jaroslav Kristek, Petr Kumstát, Marek Melenovský, Lukáš Pech, Milan Procházka, Petr Sailer, František Skladaný, Václav Skuhravý, Martin Zaťovič, David Zucker |                              |
| Trainer         | Josef Paleček, Mikuláš Antonik und Pavel Kněžický |                              |

### Playoff-Statistik

#### Feldspieler
| Name             | Team                    | Sp | T  | A  | Pkt | +/- | PIM |
| ---------------- | ----------------------- | -- | -- | -- | --- | --- | --- |
| Roman Červenka   | HC Slavia Prag          | 18 | 13 | 11 | 24  | 10  | 20  |
| Jaroslav Bednář  | HC Slavia Prag          | 18 | 12 | 12 | 24  | 8   | 8   |
| Martin Straka    | HC Lasselsberger Plzeň  | 17 | 8  | 13 | 21  | 2   | 2   |
| Tomáš Vlasák     | HC Lasselsberger Plzeň  | 17 | 7  | 13 | 20  | 1   | 2   |
| Pavel Vostřák    | HC Lasselsberger Plzeň  | 17 | 8  | 7  | 15  | −1  | 12  |
| Marek Melenovský | HC Energie Karlovy Vary | 16 | 3  | 11 | 14  | 7   | 22  |
| Michal Vondrka   | HC Slavia Prag          | 18 | 6  | 7  | 13  | 6   | 12  |
| Petr Ton         | HC Sparta Prag          | 11 | 4  | 9  | 13  | 1   | 2   |
| David Výborný    | HC Sparta Prag          | 11 | 8  | 4  | 12  | −2  | 4   |
| Petr Kadlec      | HC Slavia Prag          | 18 | 1  | 11 | 12  | 7   | 18  |

(Legende zur Spielerstatistik: Sp oder GP = absolvierte Spiele; T oder G = erzielte Tore; V oder A = erzielte Assists; Pkt oder Pts = erzielte Scorerpunkte; SM oder PIM = erhaltene Strafminuten; +/− = Plus/Minus-Bilanz; PP = erzielte Überzahltore; SH = erzielte Unterzahltore; GW = erzielte Siegtore; 1 Play-downs/Relegation; Kursiv: Statistik nicht vollständig)

#### Torhüter
| Name             | Team                    | Min  | GT | SaT | Sp | S  | N | GTS  | SO | Sv%   | A | PIM |
| ---------------- | ----------------------- | ---- | -- | --- | -- | -- | - | ---- | -- | ----- | - | --- |
| Jakub Štěpánek   | HC Vítkovice Steel      | 551  | 17 | 284 | 10 | 6  | 4 | 1.85 | 1  | 94.35 | 0 | 0   |
| Ján Lašák        | HC Moeller Pardubice    | 455  | 15 | 203 | 7  | 3  | 4 | 1.98 | 1  | 93.12 | 0 | 2   |
| Petr Přikryl     | HC Sparta Prag          | 642  | 24 | 307 | 11 | 6  | 5 | 2.24 | 1  | 92.75 | 0 | 0   |
| Lukáš Mensator   | HC Energie Karlovy Vary | 1003 | 38 | 598 | 16 | 12 | 4 | 2.27 | 0  | 94.03 | 0 | 0   |
| Jaroslav Hübl    | HC Litvínov             | 260  | 11 | 156 | 4  | 0  | 4 | 2.54 | 0  | 93.41 | 0 | 0   |
| Jan Chábera      | HC Lasselsberger Plzeň  | 909  | 39 | 517 | 17 | 8  | 9 | 2.57 | 2  | 92.99 | 1 | 4   |
| Tero Leinonen    | Bílí Tygři Liberec      | 178  | 8  | 88  | 3  | 0  | 3 | 2.70 | 0  | 91.67 | 0 | 0   |
| Martin Vojtek    | HC Oceláři Třinec       | 302  | 15 | 159 | 5  | 2  | 3 | 2.98 | 1  | 91.38 | 0 | 2   |
| Dominik Furch    | HC Slavia Prag          | 588  | 31 | 266 | 13 | 6  | 7 | 3.16 | 0  | 89.56 | 0 | 0   |
| Stanislav Neruda | HC Slavia Prag          | 499  | 28 | 239 | 11 | 7  | 4 | 3.37 | 0  | 89.51 | 0 | 0   |

(Legende zur Torhüterstatistik: GP oder Sp = Spiele insgesamt; W oder S = Siege; L oder N = Niederlagen; T oder U oder OT = Unentschieden oder Overtime- bzw. Shootout-Niederlage; Min. = Minuten; SOG oder SaT = Schüsse aufs Tor; GA oder GT = Gegentore; SO = Shutouts; GAA oder GTS = Gegentorschnitt; Sv% oder SVS% = Fangquote; EN = Empty Net Goal; 1 Play-downs/Relegation; Kursiv: Statistik nicht vollständig)

## Playouts
Die Playouts wurden in einer Doppelrunde unter Mitnahme aller Punkte und Tore aus der Hauptrunde ausgetragen. Dabei konnte der letztjährige Aufsteiger, der BK Mladá Boleslav, zwar viele Punkte auf seine Konkurrenten aufholen, verblieb aber letztlich auf dem letzten Platz. Damit trifft dieser auf den Meister der 1. Liga, den letztjährigen Absteiger HC Slovan Ústečtí Lvi.
| Platz. | Team                | Sp | S3 | S1 | N1 | N  | Torv.   | Punkte |
| ------ | ------------------- | -- | -- | -- | -- | -- | ------- | ------ |
| 11.    | HC České Budějovice | 64 | 23 | 6  | 7  | 28 | 164:172 | 88     |
| 12.    | HC Geus Okna Kladno | 64 | 19 | 10 | 9  | 26 | 164:190 | 86     |
| 13.    | HC Znojemští Orli   | 64 | 20 | 6  | 10 | 28 | 150:181 | 82     |
| 14.    | BK Mladá Boleslav   | 64 | 20 | 7  | 6  | 31 | 163:168 | 80     |

### Relegation
In der Relegationsserie um den Ab- und Aufstieg traf der Letztplatzierte der Playouts, der BK Mladá Boleslav, auf den Meister der 1. Liga, den HC Slovan Ústečtí Lvi. Dieselbe Paarung hatte es ein Jahr zuvor gegeben, als die Mannschaft aus Mladá Boleslav auf Kosten von Slovan Ústečtí Lvi in die Extraliga aufstieg.
Im März und April 2009 besiegte der BK Mladá Boleslav das Team aus Ústí nad Labem vier Mal. Letztere Mannschaft verbleibt damit in der zweiten Spielklasse, der 1. Liga, während der BK Mladá Boleslav die Klasse hält.
| 29. März 2009 17:00 Uhr | BK Mladá Boleslav T. Klimenta 01:35 D. Vrbata 57:22 M. Důras 58:32 | 3:0 (1:0, 0:0, 2:0)            | HC Slovan Ústečtí Lvi                                        | Zlatopramen Aréna, Mladá Boleslav 4.100 Zuschauer |
| 30. März 2009 17:00 Uhr | BK Mladá Boleslav M. Důras 23:36 M. Důras 68:46                    | 2:1 n. V. (0:0, 1:0, 0:1, 1:0) | HC Slovan Ústečtí Lvi 47:19 P. Janků                         | Zlatopramen Aréna, Mladá Boleslav 3.850 Zuschauer |
| 2. April 2009 18:00 Uhr | HC Slovan Ústečtí Lvi P. Janků 48:12                               | 1:3 (0:2, 0:1, 1:0)            | BK Mladá Boleslav 02:16 T. Rod 18:45 D. Vrbata 30:15 R. Král | Zlatopramen Arena, Ústí nad Labem 4.956 Zuschauer |
| 3. April 2008 18:00 Uhr | HC Slovan Ústečtí Lvi                                              | 0:2 (0:0, 0:0, 0:2)            | BK Mladá Boleslav 41:53 M. Důras 57:27 D. Vrbata             | Zlatopramen Arena, Ústí nad Labem 4.120 Zuschauer |

## Auszeichnungen

### Trophäen
| Auszeichnung                          | Gewinner                | Team                    |
| ------------------------------------- | ----------------------- | ----------------------- |
| Spieler des Jahres                    | Martin Straka           | HC Lasselsberger Plzeň  |
| Torhüter des Jahres                   | Lukáš Mensator          | HC Energie Karlovy Vary |
| Verteidiger des Jahres                | Jiří Šlégr              | HC Litvínov             |
| Rookie des Jahres                     | Jakub Štěpánek          | HC Vítkovice Steel      |
| Trainer des Jahres                    | Vladimír Růžička senior | HC Slavia Prag          |
| MVP der Playoffs                      | Lukáš Mensator          | HC Energie Karlovy Vary |
| Fair-Play-Trophäe                     | Jakub Sklenář           | HC Slavia Prag          |
| Topscorer                             | Jaroslav Bednář         | HC Slavia Prag          |
| Bester Torschütze                     | David Hruška            | HC Slavia Prag          |
| Golden Helmet (Preis für Spielkultur) | Jiří Trvaj              | HC Znojemští Orli       |
| Sympathie-Preis                       | Martin Straka           | HC Lasselsberger Plzeň  |
| Bester Schiedsrichter                 | Vladimír Šindler        | −                       |

### All-Star-Team
| Tor          | Lukáš Mensator      | Lukáš Mensator      | Lukáš Mensator    | Lukáš Mensator    | Lukáš Mensator       | Lukáš Mensator       |
| Verteidigung | Petr Kadlec (RV)    | Petr Kadlec (RV)    | Petr Kadlec (RV)  | Ondřej Němec (LV) | Ondřej Němec (LV)    | Ondřej Němec (LV)    |
| Sturm        | Roman Červenka (RW) | Roman Červenka (RW) | Martin Straka (C) | Martin Straka (C) | Jaroslav Bednář (LW) | Jaroslav Bednář (LW) |